# 荆本澈
荆本澈（？年—？年），字濂之，號大澈，南直隶镇江府丹阳县人。明末政治人物。

## 生平
天啓四年（1624年）甲子科应天府乡试第十四名舉人，崇祯七年（1634年）甲戌科三甲十一名进士，礼部观政，本年六月授江西建昌府推官，为温体仁所怒，十年拾遺去職。
弘光時，任兵部职方司郎中，监下江军。南都既破，淮抚田仰、监军荆本澈与阉人李国辅，共立义阳王朱朝墠为监国，以舟师驻崇明岛，後战死于浙东。

## 家族
曾祖荆瓒；祖荆辂，以子辛未進士荆光裕貴贈考功司郎中；父荆光祖，都司经历。侄子荆廷实，崇祯十六年進士。